# Септ (часть клана)
Септ (англ. sept) — часть семьи, особенно клана, возможно, изменённая форма от septum (с лат. — «огороженное место»).
Существует как в Ирландии, так и в Шотландии. Иногда используется для перевода ирл. sliocht  (семя), означающего чьих-либо потомков (то есть Sliocht Brian Mac Diarmata означает потомков Брайана Мак Дермота). В английский язык это слово пришло как Sil.

## Родственные септы
Сил использовался внутри семейства или клана как способ отличить одну группу людей от другой. Например, семья по имени Мак Ин Бард могла делиться на септы Сил Шон мак Бриан, Сил Конхобар Ог, Сил Шон Конн, Сил Ку Коннахт. Каждая из этих отдельных линий могла делиться на дальнейшие септы, которые, в свою очередь, иногда вели к новым фамилиям и/или к появлению семейств, признаваемых кланами со своими собственными правами. Такой тип септа был распространён в Шотландии.

## Шотландские септы
В Шотландии септ — это часто семья, поглощённая более крупным шотландским кланом из соображений обоюдной выгоды. Например, септ семьи Бернсов был поглощён кланом Кэмпбеллов. Семья Бернс, будучи крайне немногочисленной и не имея большого наследства, достигла признания и защиты, а клан Кэмпбелл поглотил потенциального соперника, которому Британия могла бы оказывать в Шотландии покровительство. В каждом шотландском клане, как правило, несколько септов, каждый обладает собственной фамилией. Септы имеют право носить тартан клана, хотя часто имеют и собственный. Также распространены родственные септы (см. выше).

## Ирландские септы
В Ирландии слово «септ» используется для обозначения группы людей, имеющих как общую фамилию, так и общее происхождение. До недавнего времени ирландские септы часто назывались кланами, хотя в Ирландии не было клановой системы, аналогично шотландской. Родственные ирландские септы принадлежат более крупным группам, иногда называемым племенами, таким как Дал Кас, И Нейль, И Фиахрах, И Майн и т. д.